# Три ниндзя: Костяшками вверх
«Три ниндзя 3: Костяшками вверх» — американский фильм о боевых искусствах Син Сан Ока, снятый в 1993 году.

## Сюжет
Роки, Колт и Там-Там вступят в борьбу со злым богачом, который занимается выбрасыванием токсичных отходов, так как им нужно защитить местное индейское племя и свою подругу Джо. Трём ниндзя необходимо помочь отыскать отца Джо, а также найти секретный диск, содержащий доказательства, которые смогут остановить выбрасывание ядовитых отходов, что разрушает индейское сообщество. Однако в городе хозяйничает богач, контролирующий полицию и мэра. Героям предстоит сразиться с бандой мотоциклистов и предателями-ковбоями.